# Банокберн (Илиноис)
Банокберн (енгл. Bannockburn) град је у америчкој савезној држави Илиноис.

## Демографија
По попису из 2010. године број становника је 1.583, што је 154 (10,8%) становника више него 2000. године.
| Група             | 2000.         | 2010.         |
| Белци             | 1.229 (86,0%) | 1.185 (74,9%) |
| Афроамериканци    | 48 (3,4%)     | 97 (6,1%)     |
| Азијати           | 73 (5,1%)     | 219 (13,8%)   |
| Хиспаноамериканци | 50 (3,5%)     | 53 (3,3%)     |
| Укупно            | 1.429         | 1.583         |